# Tan Xue
Tan Xue (en chino: 谭雪; Tianjin, 30 de enero de 1984) es una deportista china que compitió en esgrima, especialista en la modalidad de sable.
Participó en dos Juegos Olímpicos de Verano, obteniendo en total dos medallas de plata, en Atenas 2004 en la prueba individual y en Pekín 2008 en el torneo por equipos (junto con Bao Yingying, Huang Haiyang y Ni Hong).
Ganó cuatro medallas en el Campeonato Mundial de Esgrima entre los años 2002 y 2009.

## Palmarés internacional
| Juegos Olímpicos   | Juegos Olímpicos        | Juegos Olímpicos | Juegos Olímpicos  |
| Año                | Lugar                   | Medalla          | Prueba            |
| ------------------ | ----------------------- | ---------------- | ----------------- |
| 2004               | Atenas (Grecia)         | Medalla de plata | Sable individual  |
| 2008               | Pekín (China)           | Medalla de plata | Sable por equipos |
| Campeonato Mundial |                         |                  |                   |
| Año                | Lugar                   | Medalla          | Prueba            |
| 2002               | Lisboa (Portugal)       | Medalla de oro   | Sable individual  |
| 2003               | La Habana (Cuba)        | Medalla de plata | Sable individual  |
| 2003               | La Habana (Cuba)        | Medalla de plata | Sable por equipos |
| 2007               | San Petersburgo (Rusia) | Medalla de plata | Sable individual  |